# Rue de la Chaussée-d'Antin
La rue de la Chaussée-d'Antin, nel IX arrondissement di Parigi, è la strada che dà il nome al quartiere nel quale si trova. Essa segue una direzione nord-nordovest dal Boulevard des Italiens all'Église de la Sainte-Trinité. La strada ospita una sezione dei grandi magazzini delle Galeries Lafayette Haussmann.
In passato il sito della strada era occupato da una zona paludosa posto a nord della porta Gaillon, uno degli accessi alla città costruiti da Luigi XIII. Nel XVII secolo era ancora una strada poco battuta e in pessime condizioni, chiamata chemin des Porcherons, che collegava la città al villaggio di Les Porcherons. Dove attualmente si trova l'Église de la Sainte-Trinité vi era un'osteria molto nota, chiamata La Grande Pinte. A seguito di un'ordinanza del 4 dicembre del 1720 la strada fu ampliata e sistemata, venendo estesa dalla fine di rue Louis-le-Grand a rue Saint-Lazare. Il suo nome attuale le venne attribuito da Louis Antoine de Pardaillan de Gondrin, duca di Antin (1665-1736), figlio del marchese di Montespan e sovrintendente dei Bâtiments du Roi, la cui abitazione era posta all'ingresso della nuova strada.